# Liceo di Aristotele
Il Liceo (in greco antico: Λύκειον?, Lýkeion) era un luogo dove Aristotele fondò la scuola che fu chiamata Liceo e anche peripatetica.

## Geografia ed etimologia

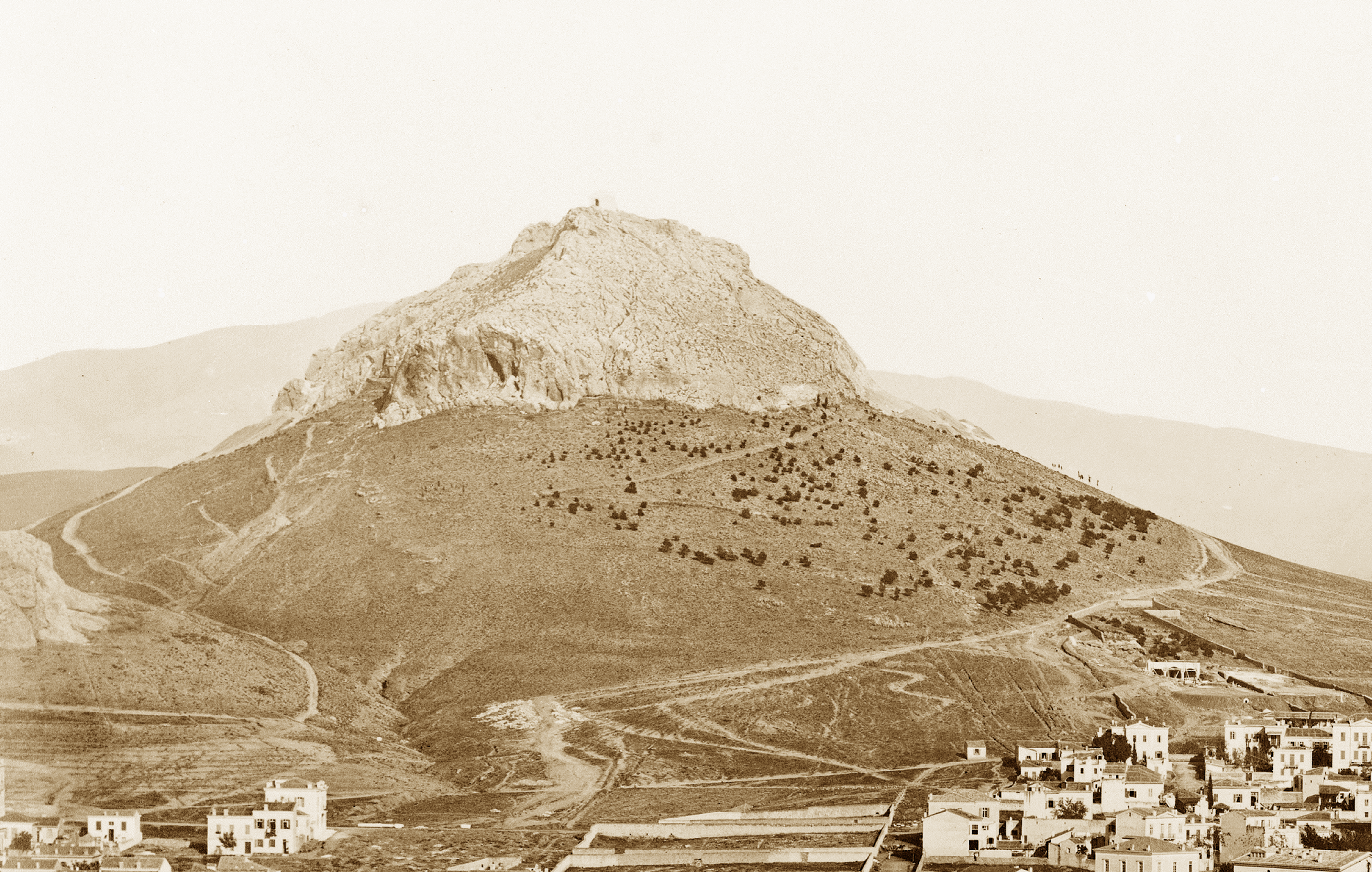
Il Licabetto nel 1880

Sito alle pendici meridionali del Licabetto, ad Atene, era un luogo esteso tanto da essere adatto alle esercitazioni militari. Pericle vi aveva fondato un ginnasio successivamente ampliato da Licurgo. Il nome della località derivava da un santuario dedicato ad Apollo Licio.
Nella mitologia greca "Licio" era un epiteto attribuito ad Apollo o perché riferito al termine «lupo» (λύκος) o al fatto che il dio appena nato era stato portato in Licia (Λυκία) o infine perché si voleva indicare la sua caratteristica di divinità solare (dalla radice λευκ-, λυκ- «candore, luce»).

## La scuola
Il nome peripatetica della scuola aristotelica deriva dal greco Περίπατος, «la passeggiata» (da περιπατέω «passeggiare», composto di περι «intorno» e πατέω «camminare») cioè quella parte del giardino dove era un colonnato coperto dove il maestro e i suoi discepoli camminavano discutendo.
Alla morte di Aristotele, avvenuta nel 322 a.C., Teofrasto gli succedette nella direzione del Liceo. Nel 287 a.C., alla morte di Teofrasto, la direzione fu assunta da Stratone di Lampsaco.
Il Liceo fu depredato da Filippo V di Macedonia e successivamente da Lucio Silla. Il nome continuò ad essere usato per indicare la scuola peripatetica e in seguito fu riferito a quei luoghi pubblici dove si tenevano dissertazioni letterarie e filosofiche.